# André Jolivet
André Jolivet (Párizs, 1905. augusztus 8. – Párizs, 1974. december 20.) francia zeneszerző.

## Élete

### Fiatalkora
Jolivet Párizs Montmartre negyedében született Madeleine Perault (1874–1936) és Victor-Ernest Jolivet (1869-1954) fiaként. Édesapja a RATP-nél (Párizsi Közlekedési Vállalat) dolgozott, lelkes amatőr festő volt.
Jolivet négyévesen kezdett el zongorát tanulni zongoratanár édesanyja, később Madame Francis Casadeus irányításával. Théodas abbé vezetésével, a Clignancourt-i Notre Dame karnagyával, összhangzattant tanul, aki megismerteti az ifjú Jolivet-t a liturgikus zene fő képviselőivel (Heinrich Schütz, Palestrina, Claudio Monteverdi, Johann Sebastian Bach, Wolfgang Amadeus Mozart).
Tizenhárom éves korában jutott el először a Comédie-Française előadására, melyet később rendszeresen megnézett, s ebből a lelkesedéséből ihletődött első darabja, a Romance barbare.
Georges Valmier (1885–1937) kubista festőművésznél festeni, a híres gordonkaművész Louis Feuillard-nál csellózni tanult. 1924-ben szerzett diplomát az Auteuil-i Tanítóképzőben, majd behívták hároméves katonai szolgálatra.

## Művészi pályájának kezdete
1927-ben kezdett el tanítani egy párizsi általános iskolában. Egész életében megmaradt érdeklődése, vonzalma az oktatás felé. Eközben kezdett el Paul Le Flemnél (akinek Valmier mutatta be) zeneszerzést tanulni, aki többek között a 16. század és Bartók Béla, Alban Berg, Arnold Schönberg világába vezette be Jolivet-t. Paul Le Flemnek köszönhetően ismerkedett meg Varèse-zel, akinél 1933-ig folytatott tanulmányokat.
Részt vett 1931-es világkiállításon, melyen megismerkedett a gyarmatokon élők zenéjével. Ebből az emlékéből született a Mana (Bali hercegnője – zongorára, (1935) és a Cinq danses rituelles („Öt rituális tánc” – szimfonikus mű, később zongorára is, 1939). 1933-ban látogatott el először Észak-Afrikába (Algéria, Marokkó), ahol hallotta a tradicionális afrikai fuvolát, ebből az élményből írta a Cinq Incantationst.
Szoros barátságot kötött Serge Moreux-val (később a Ducretet-Thomson zenei társaság igazgatója), aki bevezette az ezoterikus filozófiába.
Nestor Lejeunnel, Daniel Lesurrel, Olivier Messiaennal és Georges Migot-val megalapította a La spirale társaságot, mellyel a kortárs kamarazenét támogatták.

## Háború előtt, alatt és után
1936 a Jeune France megalakulása, tagjai: Yves Baudrier, Daniel Lesur, Olivier Messian és André Jolivet. Ugyanebben az évben találkozott először Arthur Honeggerrel és Darius Milhaud-val.
A következő év elején előadást adott a Sorbonne-on „Egy megújuló zene keletkezése” címmel.
Megalakult a La Nouvelle Saison (Az új évszak) c. folyóirat, melynek Jolivet lett a zenei főszerkesztője.
A háborúval kapcsolatos közvetlen élménye nyomán írta meg Trois complaintes du soldat („A katona három panasza”), majd a Messe pour le Jour de la paix („Mise a béke napjára”) című műveit. Arthur Honeggerrel közösen megírta első filmzenéjét: La boxe („A boksz”).
1942-ben megkapta a Francia gondolkodók egyesületének ösztöndíját. Megírja a Dolorès ou le miracle de la femme laide („Dolores avagy a csúnya nő csodája”) című opera buffáját Henri Ghéon szövegkönyve nyomán. Belekezdett Beethovenről írott tanulmányába.
Megírta Guignol et Pandore című balettjét, melyet a következő évben be is mutattak a párizsi Operában.
A Conservatoire felkérésére megírta a Chant de Linos fuvola-zongora verzióját, majd a Serenade mindkét változatát; elkészült 1. zongoraszonátája is. Ugyanebben az évben kinevezték a Comédie-Française igazgatójává, mely poszton 1959-ig maradt.
1948-ban Ausztriába és Magyarországra utazott, koncerteket és előadásokat tartott Bécsben és Budapesten, ekkor volt az első bemutatója a Concerto pour ondes Martenot-nak és a Suite delphique-nek.
A következő évben írta első fuvolaversenyét, valamint több balettet: La naissance de la Paix („A béke születése” – befejezetlenül maradt), majd a L’Inconnue („Az ismeretlen”)-t.
Elutazott Egyiptomba, itt nyerte inspirációját az Épithalame című művéhez és első szimfóniájának második feléhez.

## Élete a háború után
Az 1950-es, 1960-as években a világ számtalan országába ellátogatott, köztük Indiába, Japánba, Mexikóba, a Szovjetunióba, Izraelbe, az Egyesült Államokba. 1951-ben elnyerte Párizs város zenei nagydíját. Megírta hárfaversenyét, melyet Lily Laskine szólójával mutatnak be, majd elkészült fagott-, illetve második trombitaversenye. Időközben a Guignol et Pandore elérte 100. előadását a párizsi Operában. Jean Vilar felkérésére belekezdett Szophoklész Antigoné című művének megzenésítésébe, melyben felhasználta primitív és ókori zenéről való tudását.
A római ösztöndíj zsűrijének tagja lett, majd ugyanebben az évben a L’Association des Concert Lamoureux elnökévé választották (1968-ig töltötte be a pozíciót). 1964-ben bemutatták a Cinq Incantations alapján készült balettet a Baux-de Provence-i fesztiválon.
Edgar Varèse halálának emlékére írta Cérémonial című művét.
A Conservatoire National Supérieur de Musique et de Danse de Paris zeneszerzéstanára volt Darius Milhaud és Jean Rivier helyén 1971-ig. 1967-ben Mstislav Rostropovitch szólójával és a zeneszerző vezényletével bemutatták második csellóversenyét.
Arioso barocco című művét trombitára és orgonára Maurice Andréval vették lemezre. Utolsó versenyművét hegedűre írta 1972-ben. 1974. december 20-án hunyt el Párizsban.

## Főbb művei

### Kamarazene
- Invenciók fúvósötösre, trombitára, harsonára és vonósötösre
  - Zongoraszonáta (1945, 1957)
- Andante és adagio vonósokra
- Chant de Linos, fuvolára, hegedűre, brácsára, csellóra és hárfára (1944)
- Cinq Danses rituelles (1939)
- Cinq Incantations, fuvolára (1936)
- Cosmogonie
- Cérémonial, hommage a Varèse, hat ütőhangszerre
- Hymne à l'univers
- Mana, hat zongoradarab (1935)
- Mandala, orgonára
- Pastorales de Noël, fuvolára, fagottra és hárfára (1943)
- Vonósötös (1934)
- Rhapsodie à sept, hét fúvósra és vonósokra
- Sérénade, gét gitárra (az Ida Presti-Alexandre Lagoya duónak ajánlva)
- Fuvolaszonáta
- Szonatina fuvolára és zongorára (1961)

Szonatina fuvolára és csellóra
- Szonatina oboára és fagottra
- Suite Delphique tizenkét hangszerre
- Suite en concert fuvolára és négy ütőhangszerre
- Suite en concert csellóra (1965)

### Versenyművek
- csellóverseny (1962, 1966)
- Versenymű trombitára, vonósokra és zongorára (1948)
- Versenymű fagottra, vonósokra, hárfára és zongorára (1954)
- Concerto pour flûte et orchestre à cordes (1950)
- Versenymű fuvolára és ütőhangszerekre (1965)
- Versenymű hárfára és kamarazenekarra (1952)
- Ondes Martenotverseny (1947)
- Zongoraverseny
- Trombitaverseny (1954)

### Zenekariművek
- szimfónia (1954, 1959, 1964)
- Cinq Danses rituelles (zenekari változat, 1939)
- Cosmogonie (zenekari változat, 1938)
- Danse incantatoire (1936)
- Suite delphique, (1943)
- Vonósszimfónia (1961)

### Vokális művek

#### Dalok
- Les Trois Complaintes du soldat, énekhangra és zenekarra (1940)
- Poèmes pour l'enfant, énekhangra és tizenegy hangszerre (1937)
- Songe à nouveau rêvé, „szopránverseny”
- Suite liturgique énekhangra, oboára, csellóra és hárfára (1942)
- Épithalame, tizenkét szólamú kórusra (1953)

#### Vallásos művek
La vérité de Jean, oratórium
Uxor tua, mise
Messe pour le jour de la paix

#### Balettzenék
Ariadne
Ballet des étoiles
Guignol et Pandore
L'inconnue
Les Quatre Vérités
Marines

#### Operák
Antigone
Bogomil befejezetlen
Dolorès ou Le miracle de la femme laide (1942)

### Sérénade(Szerenád fúvósötösre oboaszólóval), 1945
A második versenydarab a Conservatoire számára Pierre Bajeux felkérésére készült, létezik oboára és zongorára írott változata is. A művet a francia Nemzeti Rádió Zenekarának kvintettje mutatta be 1945. november 7-én. Ugyanolyan nehéz és briliáns, mint a Chant de Linos, bár kétségtelenül nyelvezete nem ugyanabból ered; négy mozzanatból álló folyamat, melynek első két tétele egybeláncolódik.
1. Cantilène / ének
2. Caprice / szeszély
3. Intermède / közjáték
4. Marche burlesque / burleszk induló

Jolivet először arra gondolt, hogy ezeket a címeket adja neki: Récitativ, Allègre, Moderé és Rythmique, azután összeírva az első két tételt: Praeludium et scherzo, Moderato és Marcia burlesca. A morális összetevő maradt, de egyesült egy sokkal összetettebb, szabad atonalitású kontextussal.
12 hangot felhasználva a Cantilène bevezetése (1.-13. ütem) átmegy Fisz polaritásból F irányába, mely a tulajdonképpeni cantilénát vezeti be, melynek a hangneme F-ről D-re rögzült. Ezt refrénként használja – két kis szakasz egy új motívum váltakozásával, de ugyanabban a hangnemben.
A második refrénkor a dallam egy oktávval magasabbra kerül, a fuvolába, kürttel megerősítve. A második szakasz egyszerre mutat ritmikai (4+3-as ütem) és dallambeli változásokat. Az utolsó refrén nagytercre való váltással visszanyúlik a Fisz kezdeti polaritásához, és azon zárja a formát.
A Caprice-nak, mely most következik, scherzo karakterű, hármas szerkezete van (5/8-2/2-5/8), a fuvola és a klarinét szapora kettős ostinatojával a bevezetésben és a codában. A tényleges scherzo – az oboa új témájával az eltolt hangsúlyokra ugrálva – egy új hangnemben alakul ki. Középen a trió egy sokkal líraibb dallamot iktat közbe a két ütemes ostinatora, amit a klarinét és fagott oszt fel egymás közt. A főszerep megint a variálásé (16-17).
Az Intermède egy hídformát fogad be szimmetriai középpontban a Vivo-val (30-33), és egy általános gyorsulást-lassulást ír le. Ami a Marche burlesque-t illeti, az indulóból csak a szögletes ritmus marad meg, a kromatikus kontúrokkal díszített téma burleszkre és filmzenére hasonlít. Tehát itt van a versenyzés két példája, melyek jóval túlmutattak az eredeti státuszukon; és minthogy a zeneszerző nem szalasztotta el a Conservatoire által adott alkalmat, repertoárra kerülhettek darabjai.
Az Opera, a rádió, a Comédie-Française és a Conservatoire tárt ajtaikkal mind elősegítették azoknak a műveknek a születését, melyek fennmaradtak és fokozatosan építették a zeneszerző hírnevét.

### Concerto pour flûte et orchestre à cordes, 1949
A Concerto pour flûte et orchestre à cordes (Fuvolaverseny vonószenekari kísérettel) a zeneszerző második versenyműve (az első ondes Martenot -ra és zenekarra íródott);
felfedezetlenül maradt mindaddig, amíg Jean-Pierre Rampal el nem játszotta 1950. január 24-én, az oubradous-i koncerteken, majd a kijavított változatot a február 18-19-i koncerteken. Rampal nem felejtette el, hogyan mutatta meg neki Jolivet a partitúrát:
„Amikor 1949-ben befejezte a Fuvolaversenyét, ezt mondta nekem: »Úgy írtam, hogy egy amatőr is el tudja játszani«. Mindig emlékezni fogok rá. Odaadja nekem a kottát. Én nézek rá, és ezt válaszolom: »Végül is maga tudja, az amatőr… Vannak benne hosszú hangok, de a tételek nagyon gyorsak!« Később tettem neki néhány javaslatot a magas regisztereket illetően, hogy a művet még briliánsabban lehessen játszani.”
Ez az alapvetően tonális versenymű négy tételbe rendeződik, a tételek kettesével kapcsolódnak össze: két élénk tétel, egy scherzo és egy allegro bitematikus formában, amiket egy-egy, ugyanarra a motívumra építkező lassú bevezető előz meg. Ez két nagy párhuzamos rész érzését váltja ki: Andante cantabile, Allegro scherzando volubile (szeszélyes) / Largo, Allegro risoluto.
A nyitó Andantéban a fuvola az egyedüli ura a jelentőségteljes, hosszú dallamnak (esz-mollban), ami szabad variációkon át fejlődik, a hangszer számára extrém magas regisztereken át kibontakozva, ahol már úgy cseng, mint az ondes Martenot. A hangszerelés néhány ügyes effektusa finomítja az egyes vonósok hangszínét, úgy mint a hegedűk felosztása, egyik felük pizzicatozik, a másik vonóval játszik (3-as előtt a 4. ütemben, 6-os után a 3. ütemben). Fisz-mollból (4) ciszbe modulál. Az átmenetet a Scherzóba a vonósok biztosítják a szólista elnyújtott trillája alatt.
Az Allegro nagy intervallumú hangközugrásokkal aktív ¾-es lüktetést hoz létre, amit a klasszikus hagyományoknak megfelelően a fuvolista mutat be. Az első trió (12) – F-dúr tonális kontraszttal – ugyanannak az elemnek a folytonos variálása a kíséretben. Az új scherzo-részben megmarad a basszus témája kiegészülve a szólista Flatterzunge-s technikájával. Egy második trió következik (22) könnyebb, visszafogottabb környezetben – mindössze két hegedű kíséri –, ami előkészíti a kontrasztot a scherzóba való visszatéréshez.
A Largot a vonósokra hagyja, hogy bevezessék a finálét. A fuvola csak két rövid visszhang erejére jelenik meg mintegy kompenzálva, hogy az Andante elején ő dominált.
A végső Allegro risoluto a klasszikus hagyománynak megfelelően két, világosan jellemzett témát állít egymással szembe: az első (4) az oktávugrásaival szembeötlő, a második téma (8) szinkópált, előkés, hosszú értékeivel, ami második variációját kicsit később ölti fel (14), azért, hogy végül összehozza (17) ezt a két változatot. A kidolgozás a végsőkig van sűrítve, az első téma imitációjával játszik, majd a visszatérésben variálja az expozíció motívumait. A coda nem kíméli a szólistát, oktávugrásokat ír elő neki 3 oktávon, majd egy győztes trillát, hogy kinyilatkoztassa a C hangot (terc nélkül).

### Cabrioles(Szökellések – fuvolára és zongorára), 1953
A szerző e műve pedagógiai célzattal született, rendkívül rövid, mindössze 1 perc 10 másodperc. 7 ütemes bevezető résszel kezdődik, ezután következik csak az igazi téma, melynek tipikus kezdő motívuma: egy kis terc felfelé, majd egy nagy szekund lépés lefelé; mind hangmagasságában, mind dinamikájában emelkedik, miközben a ritmus elaprózódik. Öt ütemes halkabb rész következik, mely után a visszatérésben a téma (a kezdeti piano-val ellentétben) forte jelentkezik. A poco stringendo-val egyidejűleg ¾-es ütemmérőre vált, ezzel és a szinkópás, marcatos ritmussal is segítve a gyorsítás érzését.

### Fantaisie-Caprice(Fantázia-Capriccio – fuvolára és zongorára), 1953
A Cabrioles-hoz hasonlóan ez a mű is pedagógiai darab, csak egy kicsivel hosszabb: 2 és fél perc. Sejtelmesen indul, rögtön egy bővített kvárt lépéssel a fuvolában a zongora kis szekund hangköze fölé. Az 5/4-es ütemet két részre osztja: 2+3, mint egy sóhaj felfelé, majd lefelé hajló ága. Az első frázis (1-4 ütem) alapja az A¹ hang, a másodiké a B¹, majd egyre halad felfelé, mígnem egy oktávval magasabban skandálja a mindig egy kicsit megváltoztatott, továbbfejlesztett témát. Gyorsítással (animando poco a poco) vezet rá az Allegro részre, melynek kezdő A hangját kvázi domináns (E G B Disz) előzi meg. A hangok maradnak a kezdő témából, csak a karakter és a ritmus változik „szeszélyessé”. A gyors rész jellegzetes motívumai még: ritmikus, kromatikus (másfél oktávon keresztül) le-, felmenet és a trillával is ellátott erőteljes szinkópálás (5, 6-os ill. 7-es előtt 2 ütemmel). A fuvola hosszú trillával, majd egy kitartott, ff D³-vel végződik, ezáltal erősen emlékeztetve az 5. varázsigére.

### Sonate(Szonáta – fuvolára és zongorára), 1958
Ezt a háromtételes művet (Fluide, Grave, Violent) a szerző Jean-Pierre Rampal és Robert Veyron-Lacroix számára komponálta, akik 1959. március 7-én mutatták be Washingtonban.
Az első tétel kibogozhatatlan folyondárnak tűnik kromatikus le-föl hajlításaival. Két ütemes p zongoraszólammal indul, melyre a fuvola pp lép be azonnal az éteri magasságokba szökellve. Sokáig marad ez a halk dinamika néhol megszakítva egy-egy apróbb forzatoval. 1-nél a fuvola újabb témát hoz, mely már marcatos, ugyanakkor nagyon visszafogott: a kis cressendokkal elért f-t mindig subito piano követi. A 3-nál a fuvola hozza a bevezető motívumot, immár mf-n, mely alatt a zongora érdekes effekteket (sfpp) játszik. A 4-esnél cserélődnek a szólamok, a marcatos-nyolcados téma a zongorába került. Majd következik egy poco rubato-s, himnikus rész nagy triolákkal, mely a kis terccel feljebb levő visszatérésre (9) vezet rá.
A második tétel még halkabb hangokat kíván, mint az előző, még ha a tétel közepén a fuvola a 4. oktáv hangjait játssza is. 10 ütemes, magányos fuvolaszóló kezdi, két, ugyanúgy lefele kromatizáló frázissal, de a második vége mégiscsak a magasba hajlik. Erre lép be halk akkordokkal a zongora, itt jelenik meg jellegzetes, triolás motívuma a tételnek. A középrész egy kegyetlen menetet idéz meg, egyre magasabbról kezdve témáját. A triolás motívum tér vissza a tétel végén, a fuvolaszólóra az utolsó három hang emlékeztet.
A harmadik tételben a ritmikus zongora ostinato felett a fuvola intenzíven deklamál egy varázsigét.

### Sonatine(Szonatina – fuvolára és klarinétra), 1961
A Szonatina első bemutatója a Société Nationale (Nemzeti Társaság) előtt volt Jacques Castagner és André Boutard előadásában 1962. március 14-én. Precíz és virtuóz módon hozza egymáshoz közelebb a két hangszer hangszínét, szinte egybeolvadnak, nehezen lehet őket megkülönböztetni.
3 tétele a következő: Andantino – Quasi cadenza, Allegro – Intermezzo, majd Vivace.
Folyondárszerű dallam kezd – ami a Sonata 1. tételét juttatja eszünkbe –, melyet először a klarinét játszik, míg a fuvola E orgonapontot hallat, majd cserélnek. A 4-es szám után 2-vel beindul ennek a témának egy sokkal bonyolultabb ritmussal ellátott, izgatottabb változata, mely csak egy pillanatra nyugszik meg (7), majd máris folytatja. Az első téma egy kis terccel magasabban tér vissza.
A második tétel páros lüktetésű, leggiero induló melyet csak kétszer szakít meg egy-egy 3/8-os ütem. 22 ütemes improvizációs szakasz után jön el az igazi, feszes Allegro, mely stringendo-val ér véget.
A harmadik tételnek keleties dallamot kölcsönöz a pentachordra épülő fríges hangsora a díszítő 32-edekkel, melyek a Vivace részben is megmaradnak.

### Alla rustica(Rusztikusan – fuvolára és hárfára), 1963
Az első előadás 1964. május 18-án volt Barcelonában, Jacques Castagner és Elisabeth Fontan-Binoche közreműködésével. Az alcím: Divertissement (Szórakozás).
„Ennek a műnek nincs más szándéka, mint megmutatni a zenei képességét és szaporaságát e két hangszernek – melyek igen jól szólnak együtt –, a fuvolának és a hárfának. A melodikus témák meglehetősen hasonlítanak azokra a melizmákra, melyeket Bartók Béla gyűjtött Romániában. A két szólistát a lehető legtöbb variációval látja el egy virtuóz stílusban, mely gyakran eléri a legnagyobb hangerőt a többnyire meglehetősen halkról.” – nyilatkozza a műről André Jolivet.
Jolivet le se tudná tagadni a bartóki hatást, valószínű mindenkinek a mű hallatán elsőként a magyar zeneszerző jut eszébe; mindenesetre Jolivet nagyon jól kezeli ezt a magyar-román népi dallamvilágot.

### Suite en concert(Szvit versenymű formában – fuvolára és ütősökre), 1965
A Suite en concert – ami a Második fuvolaverseny alcímet viseli – Jolivet két kedvenc hangszerére íródott: fuvolára, ami meghatározó hangszere az Incantations óta, és ütőshangszerre, amivel Varèse ismertette meg. A mű Jean-Pierre Rampal kérésére készült, aki a Concerto pour flûte et cordes után azt kívánta, hogy Jolivet írjon neki egy darabot nagy zenekarra:
„Valami kissé vad dolgot, de a nagy fuvolakoncertek nyomában. Néhány hónappal később, bejelentette nekem, hogy belekezdett. »Van egy ötletem, de ez nem nagy zenekarra lesz«. Kicsit csalódott voltam. De hozzátette: «Ez egy kissé kockázatos: ez egy olyan versenymű lesz, amiben négy ütős van, meghatározott harmóniák nélkül. És meglátja, ez vad lesz.»
Végeredményben a mű mesés. Egy rémisztő dzsungelt mutat be, amiben a fuvolista nyakon ragadva találja magát. Kicsit olyan ez, mint a gamelán indonéz zene, ahol a szerencsétlen fuvolistát szinte megfojtják a gongok és az ütősök. Ebben a Suite en concert-ben azonban mindez csodálatosan szól. Egyetlen bánatom maradt csak, hogy ez a formáció nem teszi lehetővé, hogy a művet gyakrabban játsszák, pedig én ezt az első Concerto-nál is jobban szeretem: ez mélyebb, sokkal inkább maga Jolivet.”
Az előző versenyművekhez képest ez eltávolodik a klasszikus vagy romantikus modelltől mind formailag, mind az előadók kis számát tekintve. Formailag egy barokk szvit négy tételben, lassú és élénk tempók váltogatásával. A hangszerválasztás következtében az előadói apparátus a szólista és a „zenekar” közti ellentétet hangsúlyozza: egymással szembe helyezi a melódia és lélegzet hangszerét a ritmus hangszereivel, melyeknek nincs meghatározott hangmagasságuk, tekintve, hogy a szerző nem használ a műben xilofont, vibrafont és marimbát.
A Modéré (Mérsékelten) és a Frémissant (Reszketve) egymás után mutatja be az első tételnek ezt a vad és titokzatos dzsungelét, ami susogásokkal és különböző dobok hangjával van teli. Az első részben egy hosszú A² hang körüli varázsdallam bontakozik ki a fuvolán, mint egy „hajlékony lián”, Alain Louvier szavait idézve.
A négy részes (négyszeri „nekifutásos”) dallamszerkesztés a Mana és a Cinq Incantations technikáját idézi: az anyagok fokozatos növelése ez, egészen addig, amíg el nem éri a teljes kromatikát. A Frémissant a fuvola marcato-s motívumával van ötvözve, ami kromatikusan forog az A¹ körül, egy képzeletbeli táncos ugrásait utánozva. A középrészben szekvenciák váltogatják egymást. Egy jól tagolt, dodekafónikus, molto marcatos elem a fuvolával ostorcsapásszerű figurákat játszat, majd a szólista Flatterzunge-i alatt élénken kísérnek a függesztett cintányér, a tom-tom és a csörgődobok (7-8). Később a kézzel ütött csörgődob ismétli a fuvola témáját, mire az egy fél hanggal magasabban imitálja eredeti dallamát (11). A végén pp-n, egy oktávval magasabban idézi az első (marcato-s) témát a fuvola, és egy, a bevezető varázsigéből kölcsönzött zárómotívummal fejezi be a tételt.
A Stabile nagyon emlékeztet a gyászzenére, mely műfaj komponálásában Jolivet-nek kiváló tehetsége adatott – gondolva itt az ötödik varázsige „Aux funérailles de chef” (a főnök temetésére) vagy a Rituális táncokból a 'Danse funéraire (haláltánc) tételekre. A ütők hosszan rezgő hangszerekre korlátozódnak: nagydobra, csörgődobra, függesztett cintányérra és tamtamra. Egy hatszor ismételt kétütemes ostinato fölött a fuvola pentaton, monoton dallamot játszik. Ez egy második részben folytatódik, amiben az ostinato négy ütemessé szélesedik ki. A dallam végül kiszabadul a pentatonizmusból, hogy ezáltal egy magasabb fekvést kaphasson. A Suite en concert rögzítése során Jean-Pierre Rampalnak az az ötlete támad, hogy ezt a tételt altfuvolán játszaná:
„Jolivet zavarban volt: »Erre nem gondoltam.« Azt javasoltam neki, hogy tegyünk egy próbát, és ez nagyon meggyőzően hatott. »Nagyszerű, ez a Királyok völgye!« – kiáltott fel. És valóban, a darab tényleg jobb lett. Azóta szerepel az ’altfuvolára’ javaslat a nyomtatott kottákon.” Ebben a hangfekvésben ez a zene még titokzatosabb, még harmonikusabb.
A következő tétel címe Hardiment (merészen, vakmerően). Erre a scherzo karakter a jellemző, amiben a dobok kerülnek a középpontba, ezek lesznek az előnyben részesített hangszerek, miközben a fuvola elhagyja a tradicionális melodikus funkcióját, hogy azt ritmikusan ismételt hangok motívumára cserélje. Olyannyira, hogy a tom-tom első 3 üteme elnyomja a fuvolán szóló fő motívumot: a tizenhatodokat és a repetált nyolcadokat.
A párbeszéd az ismétléskor jön létre, mint gyors varázslat, fürge, Flatterzungés motívummal (7, majd 15-ös előtt 1 ütemmel), mellyel a formarészek határait is megjelöli. A fuvola átadja a helyét egy, csak ütősökből álló szekvenciának (9-től 11-ig), azután visszatér az ismételt hangok motívumához. Csak egy rövid, könnyed ritmusú lírikus pillanat (15-18) engedélyeztetik a szólistának, ami azonban csak előkészíti a visszatérést a fő motívum dinamizmusához, ahol a tom-tom és a bongók a fuvola gyors, változó ritmusát ismétlik, a cintányérok pedig a szinkópa ritmusát hangsúlyozzák.
A finálé – Calme (nyugodt), Véloce (gyors), Apaisé (lecsillapodott) – felszabadítja a fuvolát a dobok tolakodó textúrájától és visszaadja neki a párbeszéd vezetésének szerepét. A tétel közepén, a Véloce kettős szerkesztést kap (a b a’ b’): anyaga tisztán idézi a szvitben előfordult élénk tempókat. Az első motívum szeszélyesen váltogatja a regisztereket, repetáló hangokkal kiegészülve, a második a D³ körüli felhangok finom színezetét viseli magán. Egy a crescendo és decrescendo váltakozásából fakadó, rövid, ütős rész készíti elő a szólista utolsó belépését, a cantabile-s Apaisé-t, mely a Calme-t idézi vissza. A fuvola egy felfelé szökő skálával tűnik el az éterben.

### Douze Inventions pour douze instruments(12 fantázia 12 hangszerre), 1966
Az 1966 júliusában befejezett műve utal a zeneszerző nyugtalanságára, rossz közérzetére saját korával szemben, bár ez önmagában a zenén nem érezhető.
Háromszoros hódolat: Bach felé – invenciók –, Glareanus és az ő Dodecachordon-ja és a dodekafonizmus felé, hogy csúfot űzhessen a szerializmus mindenhatóságából. „Éppen most fejezek be egy műalkotást, ami kigúnyolja az aktuális divatot. Megírhattam volna cikk vagy gúnyirat formájában, de én jobban szeretem zenében kifejezni magam”, vallja be Marius Constant-nak. Jolivet 12 hangszert választ (vonósötös, fuvola, oboa, klarinét, fagott, kürt, trombita és harsona). Ez a szám már nem a teilhardi tökéletességet jelképezi, sokkal inkább a post-schönbergi zsarnokságot. A felhasznált technikák ugyanazok: az ütemek, az időtartam, a hangszerek, a modulációk száma elkerülhetetlenül a 12-es számból következnek. A zene, mely nagyon személyes, jól sikerült és rettentően igényes önmagával, azt akarja jelezni, hogy a zeneszerző képes kifejezni a személyiségét szigorúan meghatározott kereteken belül is. Mindemellett nem fejez ki esztétikai konfliktust, és kihasználja a Hymne à l’Univers [Himnusz az Univerzumhoz] mintájára megadott számot, tudva, hogy kell kibújni a kötött algebrai számítások alól. Az egész a változatosság jegye alatt van elhelyezve, legyen szó a hangszínek, a tempó- vagy akár a hangszerválasztásokról. Az ütőhangszerek hiányát Jolivet a col legno-t vagy a bartóki pizzicatót használó vonósokkal kompenzálja, annyira, hogy a vitázó szándékon túl, az első invenció a nagyon színesen hangzó világával érint meg. A harmadikat és az ötödiket sarkított dodekafónikus szerkesztés jellemzi, ez utóbbi egy trombita-nagybőgő duó. A mű középpontjában a hatodik, Choral c. invenció áll, a tizenkettedik invencióig egy hatalmas accelerandónak lehetünk tanúi.
Ez a teljes szerializmusra adott reakció kapcsolatba hozható egy, a párizsi konzervatórium újságjában megjelent cikkel, amit Jolivet kb. 12 évvel korábban írt:
„Bármi legyen a szokás, ami meghatározza egy zenei rendszer alapját, bármi legyen a pápuák hármas hangú divatja, a dóri skála vagy a temperált hangrendszer, a géniuszok mindig képesek voltak rá, hogy ezeken a konvenciókon belül – vagy nekik köszönhetően vagy ellenük –, hogy remekműveket alkothassanak. A tökéletességben egy rendszer kevésbé számít, mint az emberi érzelem, amit az alkotó tud kifejezni a szisztémát felhasználva. […] Nem gondolom, hogy a szerializmus, aktuális formájában, meghatározó állomása, végződése, a megkoronázása lenne a liberáció megannyi próbálkozásának. Íme egy meghatározó érv:
Az, hogy a dodekafonikus rendszer ortodoxai egyáltalán nem veszik figyelembe a rezonancia jelenségét, (mi több, megvetik a hang valódi, benső értékét). Márpedig amíg a földi élet fizikai feltételei nem változnak meg, a harmonikus hangok lépcsőzetes elrendeződése az lesz, ami évezredek óta, és nem lesz lehetséges olyan zene, ami a rezonancia törvényeitől szándékosan el van távolítva. Minden olyan hallható zene, ami nem hivatkozik ezekre a törvényekre, nem tudja majd elérni az emberek érzékenységét, hacsak nem abban az esetben, ha a véletlen ezekből az elméleti kombinációkból a természetes rendszerrel szomszédos interferenciákat nem eredményez.
És ez az, ami rávett arra, hogy újra feltegyek egy kérdést, mire eddig még egy párizsi dodekafonista nem tudott válaszolni:
Mi az Önök auditív kritériuma, ha el akarják dönteni, hogy egy mű jó vagy rossz? Hiszen, még ha faragatlannak látszom is, meg fogom vallani, hogy úgy gondolom, hogy a zenét azért teremtik, hogy fülünkkel meghalljuk, és hogy hangunkkal elénekeljük; inkább, mint hogy kiszolgáltassam magam ennek az oktalan intellektuális játéknak, ami a hangjegyek kombinálásából áll, amiknek csak a szem számára van értékük – még a keresztrejtvény-fejtésben is több örömöt lelek.”
A Douze Inventions pour douze instruments megkomponálásával Jolivet ellentmondásba ütközik saját magával: ő maga is örömét leli ebben az intellektuális játékban, miáltal egy olyan darabot hoz létre, ami nem más, mint egy akusztikai szempontot figyelmen kívül hagyó kísérleti mű; mégis a közönség hálás lehet neki ezért.

### Ascéses(Aszkézisek – szólófuvolára), 1967
Az Ascèses – fuvolára (alt vagy C) vagy klarinétra – egy költői párt kínál az 1936-os Cinq Incantations rituális dimenziójának. 30 évvel később, André Jolivet Debussy szuggesztív megoldását teszi magáévá, mely szerint a címeket a darab végére teszi:
1. Hogy a titok megmaradjon; Hallgatunk a csendig (Max-Pol Fouchet)
2. Előtűnsz a hiányból (Max-Pol Fouchet)
3. Anyag, háromszoros mélysége a csillagoknak, az atomoknak és a generációknak (Pierre Teilhard de Chardin)
4. Isten azért teremtette az álmokat, hogy megmutassa az utat az alvónak, akinek a szeme sötétben van. (Papyrus Insigner)
5. Ó, nő, aki nem tudod, hogy a világot hordtad magadban (Max-Pol Fouchet)

Max-Pol Fouchet sorai a Hogy a titok megmaradjon című kötetéből származnak. A ciklus szívébe Jolivet egy új részletet helyez Teilhard de Chardin Himnusz az anyaghoz c. művéből. Jolivet találkozott Max-Pol Fouchet-vel 1967-es év áprilisának elején a beyrouth-i Francia Nagykövetségen egy vacsora alkalmával. Akkoriban Libanonban tartózkodott, ahonnan utazást tett Izraelbe a hat napos háború előestéjén. Semmilyen személyes dokumentum nem tanúskodik kölcsönös szimpátiájukról, de Max-Pol Fouchet atipikus útvonala, a nem európai civilizációk és különösen a Mexikó iránt érzett szenvedélye magától értetődően keresztezi Jolivet-nek a primitív kultúrák iránti szimpátiáját. Az Ascèses egy Jolivet által dedikált példánya szerepel a költő archívumában: „Max-Pol Fouchet részére, az Ascéses-t ihlető költői gondolatokért és az iránta érzett barátságom van jeléül.”
Az első tétel kezdő mondata D² hang körül három emelkedő nekirugaszkodásból áll, amit egy ereszkedő befejezés követ. A darab az a a’ b a’’ a’’’ sémára épül mely egy hosszabb codával zárul. A központi rész egyszerre élénk és magas. A kezdő mondat variálva visszatér, melyet a coda még továbbfejleszt egészen a végéig. A csendig. Az utolsó motívum a magasban feloldódva G³-n fejeződik be – talán szándékos tonika?
Az „Előtűnsz a hiányból” egy négysoros versből származik, a La Mer intérieure (Belső tenger)–ből, amit Max-Pol Fouchet 1942. január 6-án a tengerben eltűnt feleségének ajánl: „a vízbe fúlt Jeanne-nak”:
A halál dalának győztese
Előtűnsz a hiányból, mint ének a csendből
Jössz láthatatlanul újra benépesíteni a világot
Érzékelhetetlenül, mint a bolygó mozgása
A napból, ahol a madár felüdít téged
Úgy tűnik, mintha Jolivet megpróbálná lefordítani a zene nyelvére a második sor által sugalmazott két ellentétpárt: az éneket és a csendet, a jelenlétet és a hiányt. „Előtűnsz”, ez a felhívás Flatterzunge-ben, accelerando-ban foglaltatik, ami háromszor következik egymás után (Fisz³, Gisz³, G³). A hiány egy sokkal hosszabb időtartamot foglal el, ami hajlékony és lassabb monoton dallammal van megfogalmazva. Ez a második Ascèse maga is visszatér a csendhez a felhívás eltávolításával.
Mint a ciklus magja, az „Anyag, háromszoros mélysége a csillagoknak, az atomoknak és a generációknak” ritmikus természetét bizonyítja központi motívumával – folyamatosan repetáló szeptolák, melyek mindenhol jelen vannak, hacsak nem pp tremolók és arpeggiók rövid pillanatáról van szó. Az ’irreálisnak” titulált vég mint egy áldás csendül a keresztet szimbolizáló motívumon: H¹–Cisz²–C¹–D² embléma, amivel Jolivet a költőre, Teilhard de Chardin-ra utal.
A negyedik Ascèse, mint az egyiptomi Insigner papirusz egy idézetének hordozója, nem kevésbé képez új hivatkozást Max-Pol Fouchet-ra, hiszen a Femme de nuit et d’aube (Az éjszaka és a hajnal asszonya) hosszú költeményének mottójaként szerepel. A zene ugyanabból a négy hangból álló motívumból indul ki. A tétel közepén, szimbolikus álmában visszaemlékezik az első és a második Ascèse-re.
Az „Ó, nő, aki nem tudod, hogy a világot hordtad magadban” az előző költemény utolsó sora. Ez az, amin a legmisztérikusabb Ascèse lezárul.

### Pipeaubec(furulyára – vagy fuvolára – és ütőre), 1972
Jolivet utolsó darabja fuvolára – az Une minute trente-tel együtt –, halála előtt 2 évvel keletkezett. Első bemutatója csak 1987. december 18-án volt Hamburgban, a L’Art pour l’Art együttes szereplésével.
Két rövid tételből áll: Allegretto Semplice, mely nagyon egyszerű felépítésű (a b a’ b’ a” b”) dór hangsorral, és Giocoso, mely tényleg játékosabb, ritmikusabb tétel, mint az első, hirtelen leszaladó motívuma (D³Esz²D²Desz¹) refrénként tér vissza mindig.

### Une minute trente(Másfél perc – furulyára vagy fuvolára és ütőre), 1972
Ez igazából egy befejezetlen, félbeszakadt tétel, nevét onnan kapta, hogy pontosan másfél percig tart. Kár, hogy a szerző nem írta végig megkezdett művét, melyben a fuvola sejtelmesen kanyarog felfelé, mivel ezalatt a kis rövid idő alatt is elrepít bennünket egy képzeletbeli varázsszőnyegen a kígyóbűvölők távoli országába.

### Kották kiadó – néhány példa
- Cinq Incantations – Boosey and Hawkes
- Incantation »Pour que l’image devienne symbole« – Gérard Billaudot
- Petite Suite – Transatlantiques
- Pastorales de Noël – Heugel
- Suite delphique – Gérard Billaudot
- Chant de Linos – Alphonse Leduc
- Sérénade – Gérard Billaudot
- Concerto pour flûte et orchestre à cordes – Heugel
- Cabrioles – Gérard Billaudot
- Fantaisie-Caprice – Alphonse Leduc
- Sonate – Heugel
- Sonatine – Boosey and Hawkes
- Alla rustica – Boosey and Hawkes
- Suite en concert – Gérard Billaudot
- Douze Inventions pour douze instruments – Gérard Billaudot
- Ascéses – Gérard Billaudot
- Pipeaubec – Heugel
- Une minute trente – Gérard Billaudot